# 오차막대
오차막대는 실험과학의 그래프에서 하나의 실험 결과값에 대해 하나의 표준편차의 범위를 나타내는 데 이용된다. 
오차 막대는 두 값의 차이가 통계학적으로 유의수준 내에 있는지 시각적으로 나타낸다. 또 자료가 주어진 함수와 통계학적으로 얼마나 잘 맞는지 보여준다. 실험과학 논문은 각각 다른 형식으로 모든 그래프에 오차 막대를 표시하고 있다.

## 같이 보기
- 상자 수염 그림
- 모형 선택
- 유효숫자